# لونگهوشان
لونگهوشان (仙岩) یا کوه لانگهو (چینی: 龙虎山; پین‌یین: Lónghǔ Shān; ت.ت. 'Dragon Tiger Mountain', چینی گن: Lung-fu San) در یینگتان، جیانگژی، چین واقع شده است. این کوه به‌خاطر این‌که یکی از زادگاه‌های تائوئیسم است معروف است، به‌طوری‌که معابد تائویی بسیاری در دامنه کوه ساخته شده‌اند. این کوه به‌ویژه برای زنگی داؤ اهمیت دارد، زیرا معبد شان‌چینگ و اقامتگاه استاد تائوئیست (天师府) در اینجا واقع شده‌اند. همچنین به‌عنوان یکی از چهار کوه مقدس تائوئیسم شناخته می‌شود.
دو معبد مهم تائویی در کوه لانگهو، معابد شهر ابدی (仙岩) و ژنگ یی (正一) هستند که هر دو توسط ژانگ داؤلینگ (张道陵)، بنیان‌گذار دودمان هان و مکتب تائوئیسم، تأسیس شده‌اند. معابد تائویی دیگری نیز در نزدیکی شان‌چینگ (上清) وجود دارند، که یکی از آنها در ابتدای رمان مشهور سنتی چینی، لب آب (کتاب) (水滸傳) ذکر شده است.
کوه لانگهو همچنین از اهمیت فرهنگی برخوردار است به‌عنوان یک سایت تاریخی دفن مردم گویو که مردگان را در تابوت‌های معلق بر روی صخره‌های کوه دفن می‌کردند.
در اوت ۲۰۱۰، یونسکو کوه لانگهو را به‌عنوان بخشی از مجموعه شش سایت که چشم‌انداز دانشیا را تشکیل می‌دهند، به میراث جهانی افزود.
کوه لانگهو از طریق شهر نزدیک یینگتان قابل دسترسی است.

## نگارخانه

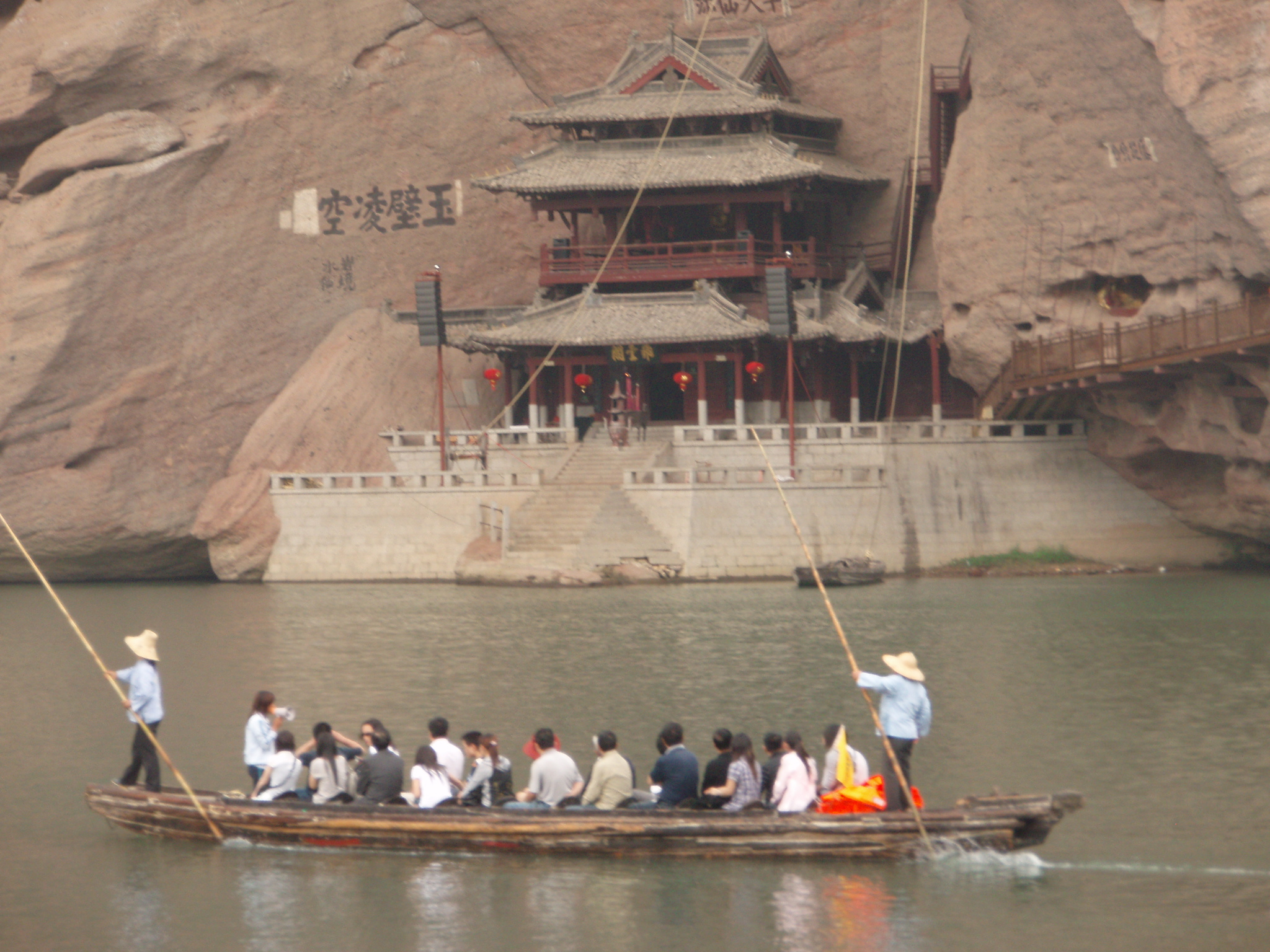
معبدی تائویی در کنار صخره
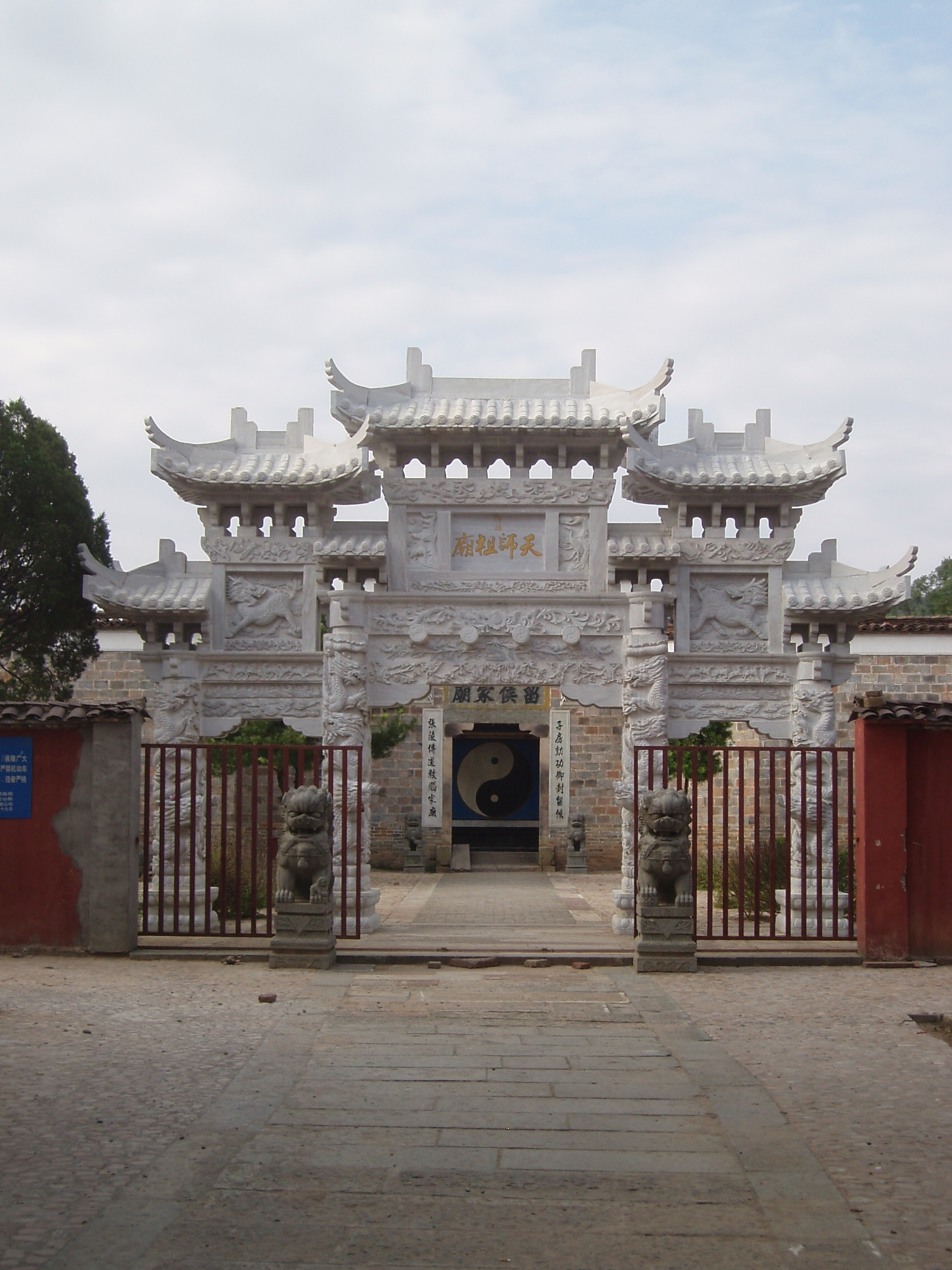
دروازه تیانشیفو معبد استاد آسمانی در کوه لانگهو
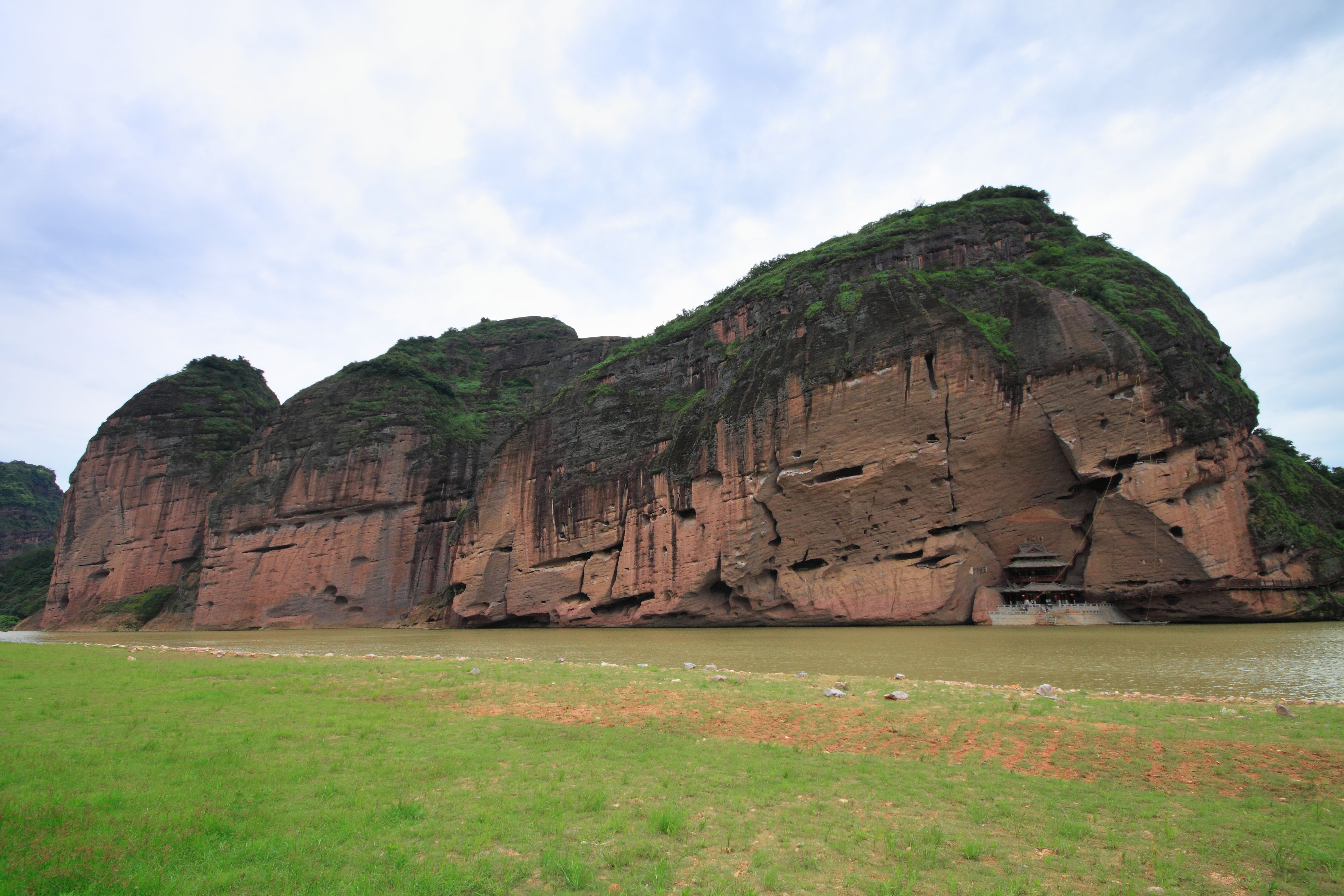
نمایی از صخره‌های کوه
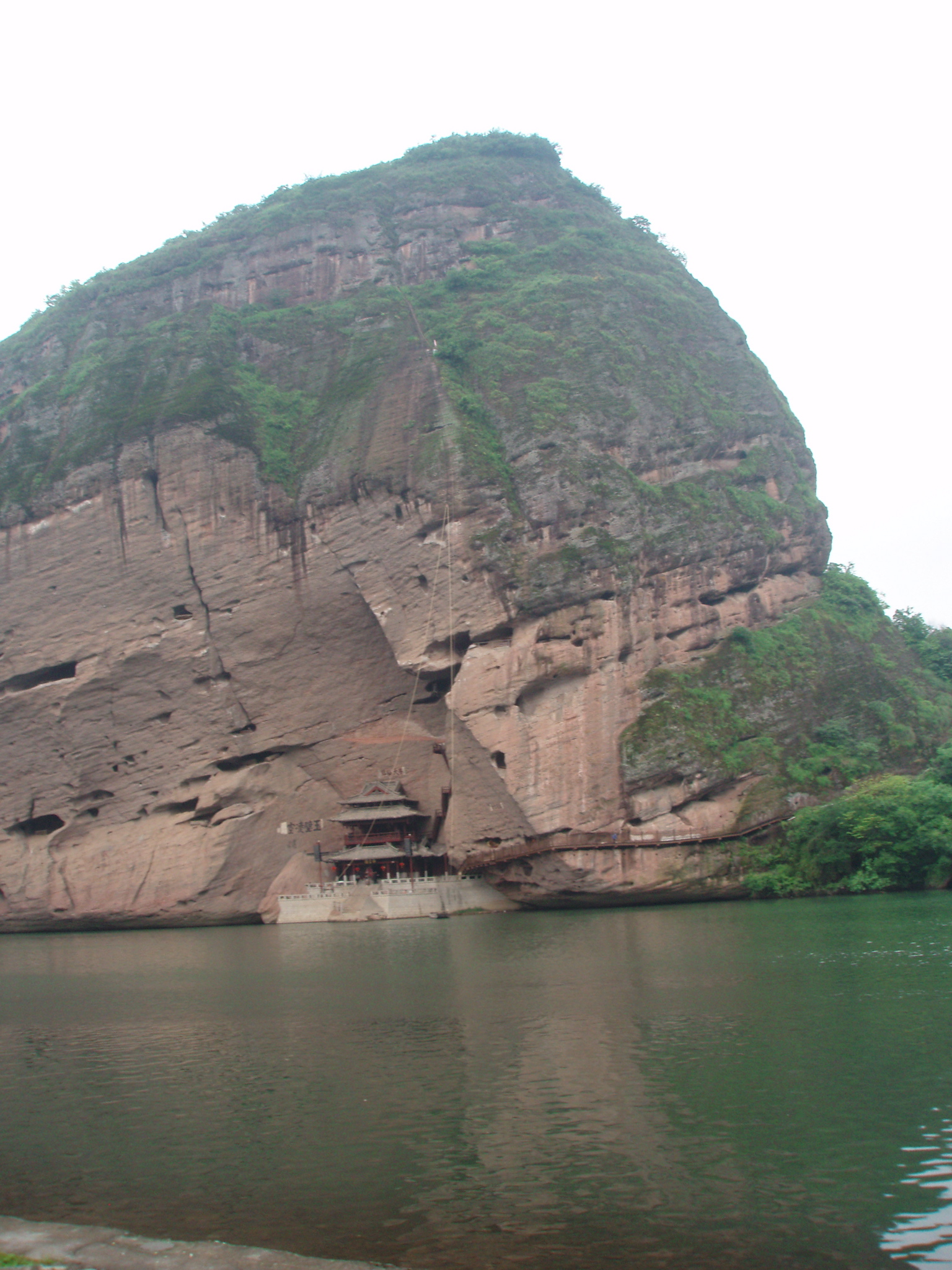
نمای نزدیک از صخره